# Kirsteueriella biocellatus
Kirsteueriella biocellatus är en djurart som tillhör fylumet slemmaskar, och som beskrevs av Ernest F. Coe 1944. Kirsteueriella biocellatus ingår i släktet Kirsteueriella och familjen Emplectonematidae.
Artens utbredningsområde är Mexikanska golfen. Inga underarter finns listade i Catalogue of Life.